# Stema Nepalului
ului ]] 
Stema Nepalului a fost schimbată în perioada de reconciliere de după Războiul Civil Nepalez. La 28 mai 2008, a fost introdusă o nouă emblemă în stilul heraldicii socialiste.

## Caracteristici
Conține drapelul Nepalului, muntele Everest, dealuri verzi care simbolizează regiunile deluroase ale Nepalului și culoare galbenă care simbolizează regiunea fertilă Terai, mâini de bărbat și de femeie se unesc pentru a simboliza egalitatea de gen și o ghirlandă de rododendron (floarea națională). Deasupra mâinilor este prezentată în formă albă harta Nepalului.

### Deviza națională
La baza stemei, un sul roșu poartă deviza națională în sanscrită: जननी जन्मभूमिश्च स्वर्गादपी गरीयसी (jananī janmabhūmiśca svargādapi garīyasī), care se traduce prin „Mama și Patria sunt mai importante decât raiul”.

## Steme istorice
Înainte de 28 mai 2008, stema actuală a fost precedată de o stemă, constituită în general dintr-o vacă albă, un fazan verde, doi soldați Gurkha (unul care poartă un kukri și un arc, iar celălalt o pușcă), vârfurile din Himalaya, două steaguri nepaleze încrucișate și kukriuri, urmele lui Gorakhnath (zeitatea păzitoare a Gurkhas) și antetul regal. De asemenea, conținea același sul roșu cu deviza națională. Din 1935 până în 1962, stema conținea și deviza latină secundară, „Dulce et decorum est pro patria mori”.

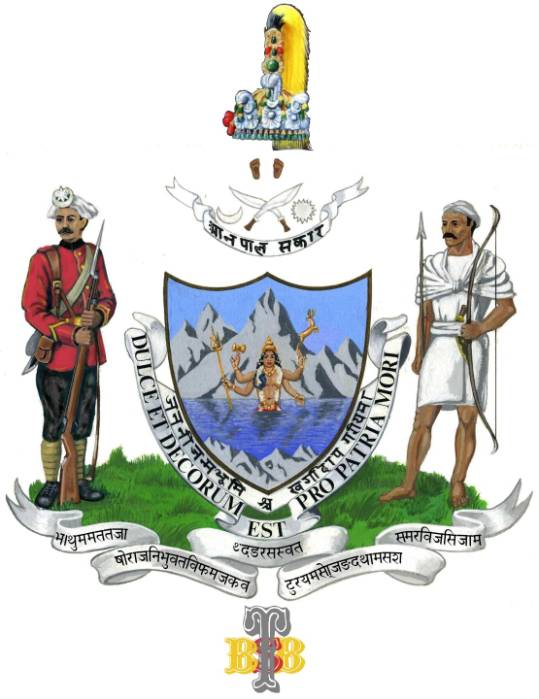
Stema Regatului Nepalului (1935)
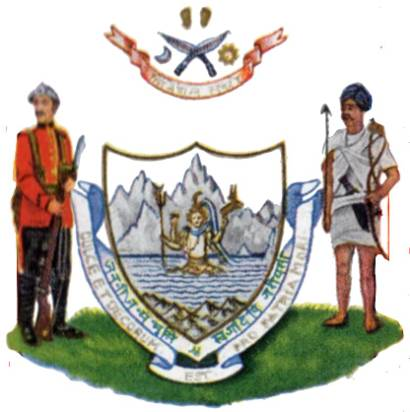
Stema Regatului Nepalului (1935–1946)
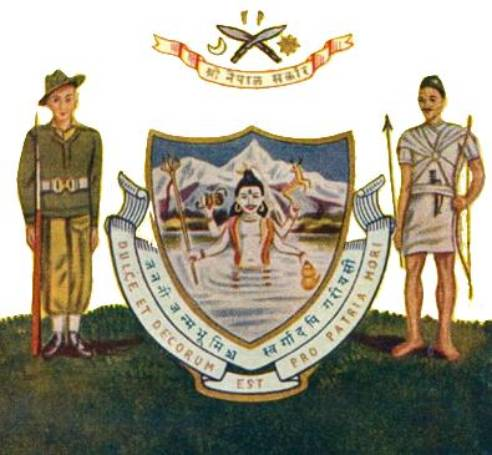
Stema Regatului Nepalului (1946–1962)
Stema Regatului Nepalului (1962–2008)
Stema Nepalului (2008–prezent)